# Colli Piacentini
Les Colli Piacentini (en français : coteaux piacentins) sont un terroir viticole italien situé dans la partie ouest de la province de Plaisance en Émilie-Romagne délimitée par le versant septentrional de l'Apennin ligure, la limite entre l'Émilie et la province de Pavie (en Lombardie), et celle qui sépare les provinces de Plaisance et de Parme.
La région est riche d'une longue histoire de vinification remontant à la préhistoire. Les vins piacintins étaient connus sous la Rome antique et leur exportation, notamment en France, au Moyen Âge, leur a permis d'étendre leur notoriété.
Le terroir a obtenu l'appellation de qualité Denominazione di Origine Controllata (DOC) en 1967. Il est divisé en plusieurs petits vignobles également DOC, les Colli Piacentini Gutturnio, Monterosso Val D'Arda DOC, Trebbianino Val Trebbia DOC et Val Nur del Colli Piacentini DOC.
La région produit plus de 17 vins différents allant des vins liquoreux comme le Vin Santo aux vins mousseux légèrement frizzante, exceptionnellement étiquetés au nom du cépage.

## Histoire

### Préhistoire

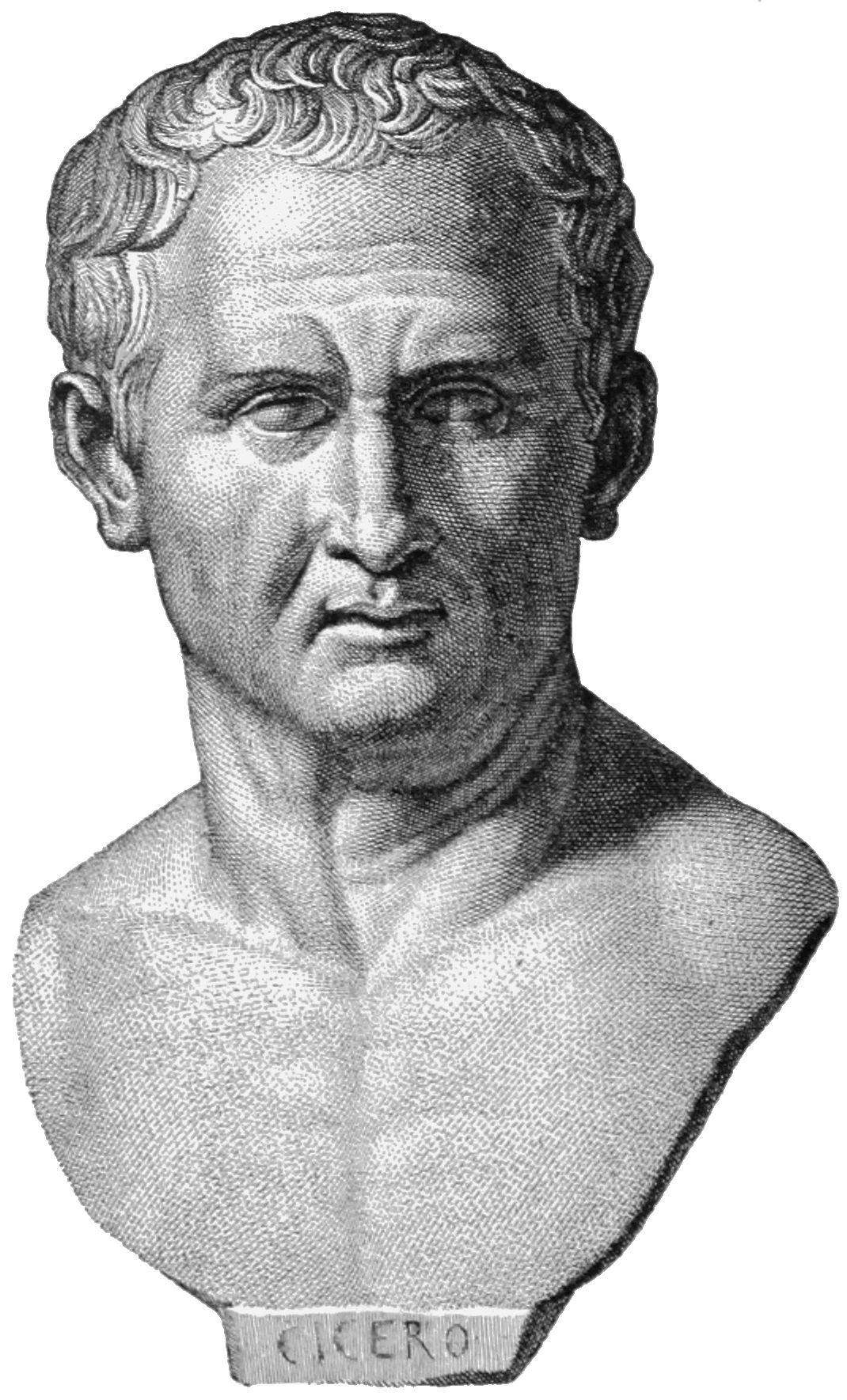
Cicéron, adversaire politique Lucius Calpurnius Piso, beau-père de Jules César, propriétaire de vignes et producteur de vins des Colli piacentini.

Les collines de Plaisance ont connu une longue pratique de la viticulture. Les fouilles archéologiques des sites de la région ont permis de découvrir des vestiges de pépins de raisin et des racines de vigne fossiles témoignant de la présence de la vigne et la place de la viticulture sur les colli piacentini entre 2000 et 700 avant notre ère.

### Antiquité
Durant l'Antiquité romaine, une déclaration bacchique prononcée au Sénat nous renseigne sur la viniviticulture locale à l'époque romaine : attaquant son adversaire politique Lucius Calpurnius Piso, natif de Plaisance et beau-père de Jules César, Cicéron lui reproche publiquement de faire honneur avec trop d'excès au vin de sa province,,. L'attrait de Calpurnius Piso pour les vins des Colli piacentini est probablement dû au fait que lui-même cultivait le raisin dans la région et produisait du vin. À l'époque romaine, le vin était bu dans un gutturnium, un pichet rond décoré de deux bandes parallèles à l'extérieur. Cette poterie a peut-être donné son nom au vin des Colli piacentini di Gutturnio.

### Moyen Âge
La réputation des vins piacintins s'accroît au Moyen Âge avec leur exportation en France. En 1391, figurent dans les anciens statuts de la commune de Plaisance de sévères dispositions tendant à décourager les fraudes, protégeant ainsi l'authenticité du vin.

### Renaissance
Sante Lancerio, bouteiller du pape Paul III, fait longuement l'éloge des vins de Plaisance dans son mémoire sur les vins aux XVIe siècle. Les louanges des savants et des lettrés italiens et étrangers se succèdent au cours des siècles suivants.

### Période contemporaine
En 1967, le terroir obtient l'appellation de qualité Denominazione di Origine Controllata (DOC). Il est divisé en plusieurs petits vignobles également DOC, les Colli Piacentini Gutturnio, Monterosso Val D'Arda DOC, Trebbianino Val Trebbia DOC et Val Nure dei Colli Piacentini DOC.

## Situation géographique
Le territoire couvre les quatre principales vallées piacentines : Val Tidone (it), Val Trebbia, Val Nure et le Val d'Arda (it). Les Colli Piacentini DOC occupent 3 600 hectares de terrain de collineux dans la partie correspondant à la province historique d'Émilie.
Le terroir viticole de la DOC est flanqué à l'est de l'Autoroute A1 reliant Milan à Naples et à l'est/nord-ouest par la Ligurie, la Lombardie et le Piémont. Au sud-ouest, se trouvent les Colli di Parma (DOC) encerclant la ville de Parme. La plupart des vignobles des Colli Piacentini sont plantés sur le haut du coteau descendant du versant nord des Apennins.

### Géologie
Les sols (en) sont composés d'un mélange d'argile, de marne, de sable et de grès du Pliocène.

## Vignoble

### Présentation

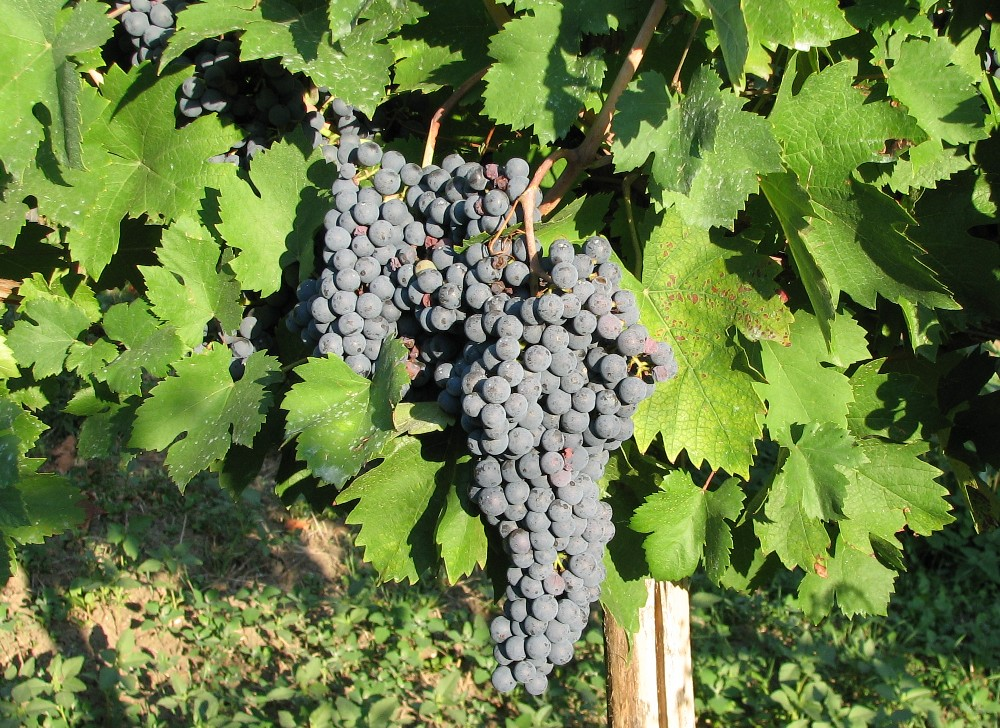
Le raisin Croatina (connu également sous le nom de Bonarda dans les Colli Piacentini) est mélangé avec le Barbera pour donner le Gutturnio.

Le terroir viticole est divisé en plusieurs petits vignobles également DOC, les Colli Piacentini Gutturnio, Monterosso Val D'Arda DOC, Trebbianino Val Trebbia DOC et Val Nur del Colli Piacentini DOC. La région produit plus de 17 vins différents allant des vins liquoreux comme le Vin Santo aux vins mousseux légèrement frizzante.
Des sous-régions des Colli piacentini sont autorisées à apposer leur propre DOC sur l'étiquette de leur vin. La plus fameuse d'entre elles est la DOC Gutturnio, un vin élaboré principalement à partir de Barbera. C'est la seule grande sous-région spécialisée dans la production de vin rouge. Les autres sous-régions sont des DOC de vin blanc, comprenant le Trebbianino Val Trebbia qui, malgré son nom à la consonance similaire, n'est pas principalement constitué de Trebbiano, mais plutôt à partir du typique et DOC cépage local Ortrugo, jusqu'à 30 % de Trebbiano Romagnolo pouvant être mélangé. Les troi autres DOC de vin blanc sontOrtrugo, Val Nure et Monterosso Val d'Arda.
- Gutturnio - Le plus fameux des vins des Colli Piacentini, son nom historique dérivant du traditionnel gutturnium pichet dans lequel on buvait le vin[4]. C'est un assemblage de 55 à 70 % de Barbera, le Croatina constituant le reste du mélange. Il peut être produit dans des styles variés allant de sec à légèrement doux et jusqu'à légèrement pétillant[6]. En application des règles de la DOC, les rendements de la vendange sont limités à un maximum de 12 tonnes par hectare et le degré d'alcool du vin doit atteindre un minimum de 12 %[5].

- Trebbianino Val Trebbia - Ce vin blanc DOC est essentiellement basé sur l'Ortrugo qui compose habituellement la moitié du mélange. Le reste des composants peut inclure 10 à 30 % de Malvasia di Candia et/ou de Moscato Bianco, 15 à 30 % de Trebbiano Romagnolo et/ou de Sauvignon blanc et un maximum de 15 % de mélange d'autres cépages de raisin blanc autorisés, cultivés sur les Colli Piacentini. Les rendements sont limités à 9 tonnes par hectare et les niveaux d'alcool nécessitent un minimum de 11 %[5]. La gamme des styles de vins varie de sec à demi-sec et peut être jusqu'à légèrement pétillant ou même complètement pétillant ou spumante[6].

- Monterosso Val d'Arta - Ce vin blanc DOC présente des exigences similaires à celles du Trebbianino à part le fait que le raisin Ortruga joue un rôle moins important dans le mélange. Il est composé de 35 à 50 % de Malvasia di Candia, 20 à 35 % d'Ortruga et de Trebbiano Romagnolo, 10 à 30 % de Moscato et jusqu'à 20 % de Sauvignon blanc et de Bervedino. Les rendements sont limités à un maximum de 9 tonnes par hectare et les niveaux d'alcool doivent atteindre un minimum de 11 %[5]. La gamme des styles de vins varie de sec à demi-sec et peut être jusqu'à légèrement pétillant ou complètement pétillant ou spumante[4].

- Val Nur - Ce vin blanc DOC a des exigences similaires à celles du Trebbianino en dehors du fait que l'emploi du Moscato est interdit[6]. Les cépages essentiels sont pour 30 à 50 % Malvasia di Candia, 20 à 35 % Ortrugo et 20 à 35 % Trebbiano Romagnolo avec jusqu'à 15 % de mélange d'autres cépages autorisés de raisin blanc cultivé sur les Colli Piacentini. Les rendements sont limités à un maximum de 10 tonnes par hectare et un niveau de degré d'alcool minimum de 11 %[5]. La gamme des styles de vins varie de sec à demi-sec et peut être jusqu'à légèrement pétillant ou même complètement pétillant ou spumante[4].

### Encépagement

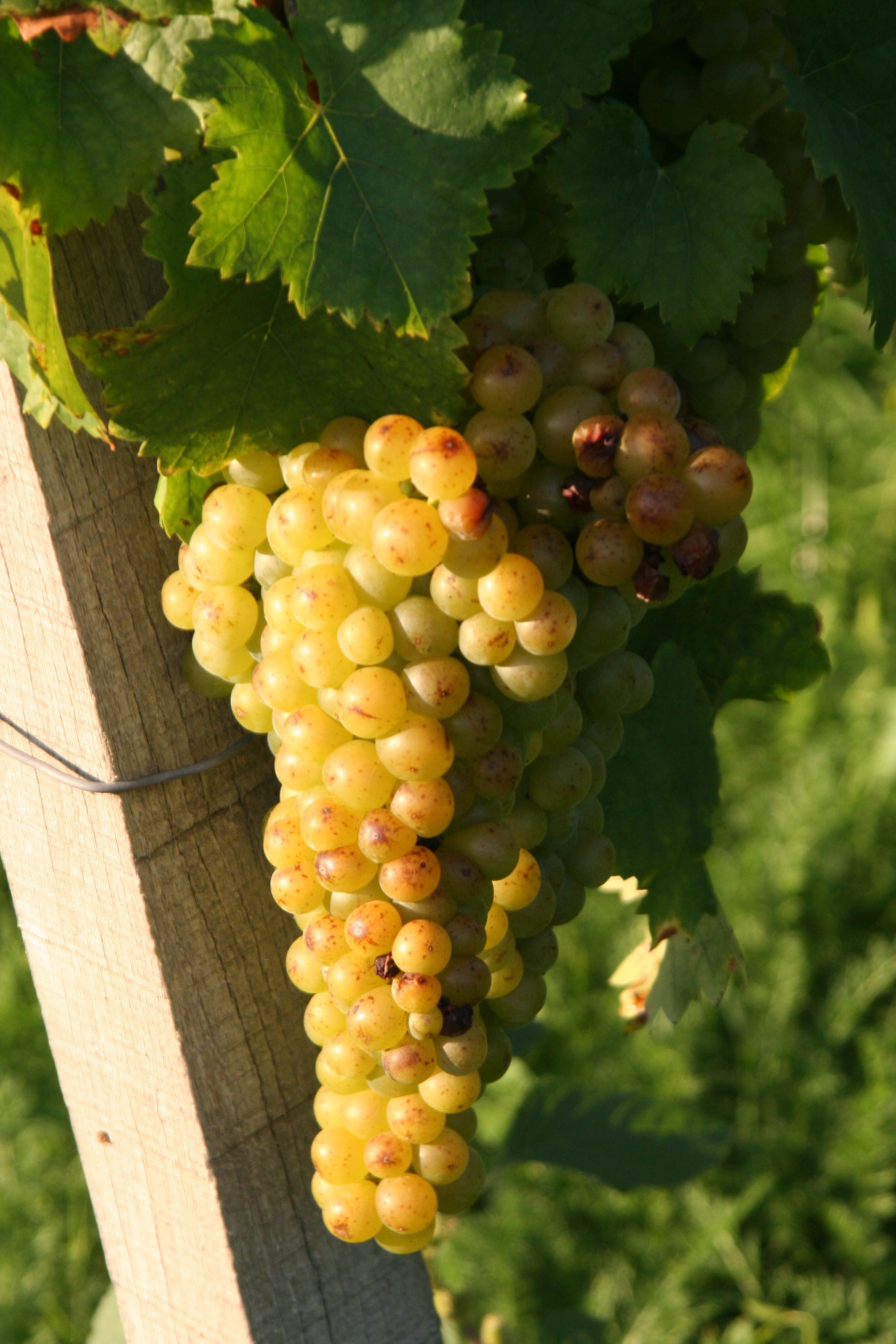
Le Moscato Bianco est connu à travers le monde sous différentes variétés ou synonymes comme le Muscat Blanc à Petits Grains.

Une large gamme de cépages et de styles de vin sont produits sur les Colli Piacentini. En plus des vins rouges et blancs, de styles de vin rosé (rosato) sont produits. Le niveau du dosage des vins peut varier de complètement sec (asciutto), très sec (amaro), sec (secco), légèrement doux (abboccato), doux (amabile), mi-doux (pastoso) à très doux (dolce). Les vins peuvent aussi varier dans leur degré d'effervescence, allant depuis très légèrement effervescent (frizzantino), légèrement effervescent (frizzante) à complètement effervescent (spumante). Un Vin Santo peut être fait de raisin sec  aussi bien que de primeurs (novello) sorti seulement quelques mois après la vendange. Un producteur des Colli Piacentini produit même un rare et doux Cabernet Sauvignon et Merlot complètement pétillant.
De manière quasiment unique parmi les régions de vin du vieux monde, quelques vins des Colli Piacentini peuvent être étiquetés avec le nom du cépage. Ce privilège est limité à quelques rares cépages : barbera, croatina, cabernet sauvignon, pinot noir, chardonnay, malvoisie, ortrugo, pinot gris et sauvignon blanc. Pour bénéficier de cette autorisation, un vin doit être composé au moins de 85 % du cépage apposé sur l'étiquette. Le cépage local Ortrugo doit composer au moins 90 % du vin pour rentrer dans cette catégorie. Parmi les autres cépages cultivés sur les Colli Piacentini, les Trebbiano Romagnolo, Bervedino et Moscato Bianco ne peuvent être étiquetés en tant que tels.

### Méthodes culturales
La région produit plus de 17 vins différents allant des vins liquoreux comme le Vin Santo aux vins mousseux légèrement frizzante.
La région des Colli piacentini forme une zone viticole relativement homogène à l'origine d'une série de vins à dénomination d'origine contrôlée, la DOC des Colli piacentini. La DOC compte environ 3 000 structures productrices, dont à peu près 650 sont sous la forme de Cantine sociali (coopératives sociales) sur une étendue de 6 792 hectares situés pour 98 % sur les collines à une altitude comprise entre 150 et 450 mètres. Les superficies inscrites au livre de la DOC Colli piacentini sont au nombre de 4 550 hectares soit 67 % du total. La production de raison de la province tourne autour de 60 000 tonnes dont sont tirés un peu moins de 40 millions de litres de vin. La production réelle de la DOC est de 22,8 millions de litres.

### Structure des exploitations
Les producteurs de vins de dénomination Colli piacentini sont associés au sein du Consorzio Tutela dei Vini Doc Colli Piacentini (consortium de protection des vins DOC Colli piacentini). Fondé en 2000, il regroupe actuellement 820 producteurs associés dont 150 entreprises et 670 sociétaires regroupés dans les cantine sociali (coopératives) représentant 66 % de la totalité des producteurs locaux et 71 % du raisin vendangé.

### Appellations, vins
Sous l’appellation, les vins suivants sont autorisés :
- Colli Piacentini Barbera
- Colli Piacentini Barbera frizzante (it)
- Colli Piacentini Bonarda (it)
- Colli Piacentini Bonarda frizzante (it)
- Colli Piacentini Bonarda spumante (it)
- Colli Piacentini Cabernet Sauvignon
- Colli Piacentini Chardonnay
- Colli Piacentini Chardonnay frizzante
- Colli Piacentini Chardonnay spumante
- Colli Piacentini Gutturnio
- Colli Piacentini Gutturnio classico
- Colli Piacentini Gutturnio classico riserva
- Colli Piacentini Gutturnio classico superiore
- Colli Piacentini Gutturnio frizzante
- Colli Piacentini Gutturnio riserva
- Colli Piacentini Gutturnio superiore
- Colli Piacentini Malvasia
- Colli Piacentini Malvasia frizzante
- Colli Piacentini Malvasia passito
- Colli Piacentini Malvasia spumante
- Colli Piacentini Monterosso Val d'Arda
- Colli Piacentini Monterosso Val d'Arda frizzante
- Colli Piacentini Monterosso Val d'Arda spumante
- Colli Piacentini novello
- Colli Piacentini Ortrugo
- Colli Piacentini Ortrugo frizzante
- Colli Piacentini Ortrugo spumante
- Colli Piacentini Pinot Grigio
- Colli Piacentini Pinot Grigio frizzante
- Colli Piacentini Pinot Grigio spumante
- Colli Piacentini Pinot Nero
- Colli Piacentini Pinot Nero frizzante
- Colli Piacentini Pinot Nero spumante
- Colli Piacentini Pinot spumante
- Colli Piacentini Sauvignon
- Colli Piacentini Sauvignon frizzante
- Colli Piacentini Trebbianino Val Trebbia
- Colli Piacentini Trebbianino Val Trebbia frizzante
- Colli Piacentini Trebbianino Val Trebbia spumante
- Colli Piacentini Valnure
- Colli Piacentini Valure frizzante
- Colli Piacentini Valure spumante
- Colli Piacentini Vin Santo
- Colli Piacentini Vin Santo di Vigoleno

### Commercialisation
Situés dans l'extrémité occidentale de l'Émilie-Romagne, les Colli piacentini étaient autrefois considérés comme faisant partie de la région viticole du Piémont (en). Tout comme celle des vins de Lombardie (en) de l'Oltrepò pavese situés au nord-ouest, l'industrie du vin des Colli piacentini a noué des liens historiques forts avec le marché du vin de Milan. Bien que la pratique de l'étiquetage des vins par cépage soit plus souvent associée aux vins du Nouveau Monde, les viticulteurs des Colli Piacentini sont autorisés par la réglementation DOC à étiqueter certains de leurs vins ainsi.

## Sources
- (it) Cet article est partiellement ou en totalité issu de l’article de Wikipédia en italien intitulé « Colli piacentini » (voir la liste des auteurs).

- (en) Cet article est partiellement ou en totalité issu de l’article de Wikipédia en anglais intitulé « Colli piacentini » (voir la liste des auteurs).